# Ansty (Wiltshire)
Pour les articles homonymes, voir Ansty.
Ansty est une paroisse civile et un village du Wiltshire, en Angleterre.